# هاري ماثيو
هاري ماثيو (بالإنجليزية: Harry Matthew)‏ (16 أبريل 1870 بدندي في المملكة المتحدة - 19 فبراير 1956) هو لاعب كرة قدم بريطاني في مركز نصف الجناح. لعب مع نادي واتفورد.